# Книгоиздатель
Книгоизда́тель — лицо, управляющее книжным издательством и являющееся издателем книг.

## Характеристика и обязанности
Книгоиздатель отвечает за доведение книги до широкой аудитории. Он обычно надзирает или консультирует писателей и авторов и получает указания от творческих директоров и менеджеров по издательству. Книгоиздатель управляет всем процессом публикации книг: от поиска и развития авторов до редактирования, продвижения, распространения и управления финансами.
В функциональные обязанности книгоиздателя входят участие в разных этапах создания, продвижения, производства, печати и дистрибуции книги. Задачи, с которыми сталкивается специалист, могут зависеть от контента, с которым он работает, и от издательского дома, в котором он действует. Среди них могут быть: просмотр потенциальных материалов для издания, встречи с авторами и менеджерами; переговоры о условиях издания; управление редакторами и продюсерами; сотрудничество с дизайнерами; разработка графика производства; создание бюджетов для отделов; контроль за маркетинговыми усилиями издательства.
Книгоиздатели ищут авторов, способных создавать коммерчески успешные книги. Крупные издательства обычно работают с литературными агентами, которые отбирают перспективные рукописи. Книгоиздатели организовывают интервью, автограф-сессии, рассылку пресс-релизов, рекламу в СМИ и социальных сетях.
В рамках своей деятельности книгоиздатель проводит переговоры с авторами по вопросам интеллектуальной собственности и прав на распространение и изменение книги. В разных странах существуют разные законы об авторских правах, и автор должен указать, в каких странах он или она будет продавать книгу, а также выразить свои пожелания касательно прав на произведение в каждой из указанных стран. Если предполагается издание книги в цифровой форме, автор также обсуждает, какие разрешения будут действовать в Интернете. Книгоиздатель может предлагать автору вознаграждение, авторские отчисления или проценты от продаж.
Специалист осуществляет редактуру книги, для чего требуется штат редакторов, дизайнеров и других специалистов, которые вносят правки в текст согласно пожеланиям главного редактора и автора. Количество и характер правок, а также количество этапов редактуры зависит от размера издательства. Крупные издательства могут осуществлять несколько этапов редактуры перед окончательным выпуском, что является более продолжительным процессом.
На финальном этапе книгоиздатель обеспечивает производство (физическое создание книги) и дистрибуцию книги. Производство может делаться на собственной базе или с привлечением сторонней фирмы. Книгоиздатели занимаются управлением производственных процессов, что может включать координацию с полиграфическими компаниями или группами цифрового производства. Они могут сотрудничать с различными каналами распространения, такими как книжные магазины, интернет-магазины, библиотеки или цифровые платформы, чтобы сделать контент доступным для целевой аудитории. Эти специалисты занимаются организацией печати и иллюстрации, доставкой книг в различные каналы продаж. Входя в сеть, издатель или дистрибьютор прессы традиционно подписывает договор поставки и сопутствующие ему договоры услуг.

## Специализация
Книгоиздатели могут специализироваться в различных областях, таких как:
- Торговое издательство (художественная и научно-популярная литература для широкой аудитории). Здесь писатель часто обращается к литературному агенту, который связывается с издательством от его имени. Книги этого типа продаются в книжных или интернет-магазинах;
- Образовательное издательство (учебники и учебные материалы). Издатель учебников сотрудничает с экспертами и авторами, чтобы определить наиболее востребованные учебники. Эти книги часто продаются в Интернете и в книжных магазинах.
- Научное издательство (академические журналы и научные статьи);
- Журнальное издательство (периодические издания и журналы);
- Профессиональное издательство. Специализация на материалах, предоставляющих информацию о различных областях и стандартах, таких как право, психология, медицина, бухгалтерский учёт, инженерное дело и прочее. Они ориентированы на конкретную нишевую аудиторию.
- Гибридное издательство. Предоставление услуги авторам, желающим активнее участвовать в процессе издания. Автор обычно оплачивает издателю редактирование, корректуру и изготовление книги, а затем получает доход от продаж. Такие издатели часто предлагают маркетинговые услуги, но автор также может вкладывать средства в собственный маркетинг.